# 田中菊松
田中 菊松（たなか きくまつ、1895年（明治28年）1月27日 - 1964年（昭和39年）10月7日）は、日本の海軍軍人。最終階級は海軍少将。

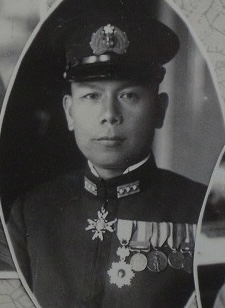
田中菊松

## 経歴
新潟県出身。1915年（大正4年）12月、海軍兵学校43期を卒業。席次は95名中42位。1916年（大正5年）12月、海軍少尉に任官。砲術学校高等科で学んだ。1922年（大正11年）12月、駆逐艦「浦風」砲術長。1925年（大正14年）12月、砲術学校教官兼副官を経て、1929年（昭和4年）11月、海軍大学校（甲種27期）を卒業。
1930年（昭和5年）12月、砲術学校教官、兼水雷学校教官、兼装甲巡洋艦「春日」教官、兼通信学校教官となり、重巡洋艦「青葉」砲術長を経て、1933年（昭和8年）11月、海軍中佐に進級し、連合艦隊参謀、兼第一艦隊参謀に就任。1936年（昭和11年）12月、皇族付武官、兼元帥副官（元帥海軍大将博恭王付属）兼軍令部副官。兼大本営海軍副官を経て、1937年（昭和12年）12月、海軍大佐に進級した。
軽巡洋艦「阿武隈」艦長、砲術学校教頭を経て、1941年（昭和16年）5月、重巡洋艦「熊野」艦長に着任し、太平洋戦争を迎え、マレー上陸作戦、バタビア沖海戦、インド洋作戦、ミッドウェー海戦、第二次ソロモン海戦、南太平洋海戦に参加。1943年（昭和18年）2月、呉鎮守府付となり、呉人事部長、兼呉鎮守府人事長に就任。5月、海軍少将に進級。その後、第二南遣艦隊司令付となりインドネシアに派遣され、第21特別根拠地隊司令官兼スラバヤ運輸部長としてジャワ島スラバヤで終戦を迎えた。1947年（昭和22年）5月、復員した。同年11月28日、公職追放仮指定を受けた。